# Ratchasimasaurus suranareae
Ratchasimasaurus suranareae es la única especie conocida del género extinto Ratchasimasaurus ("lagarto de Ratchasima") de dinosaurio ornitópodo iguanodóntido, que vivió a mediados del período Cretácico, hace aproximadamente entre 120 a 113 millones de años, desde el Aptiense al Albiense, en lo que hoy es Asia. Encontrado en la Formación Khok Kruat de la provincia de Nakhon Ratchasima en el noreste de Tailandia. La única especie lleva el nombre de Thao Suranari, una heroína de guerra del siglo XIX. Fue considerado por un estudio como dudoso, diagnosticado con caracteres muy extendidos en Styracosterna. Una autapomorfía de Ratchasimasaurus es su rama alargada y plana del dentario. Ratchasimasaurus muestra caracteres primitivos y derivados de Iguanodontia, como "un proceso coronoides caudal inclinado y el canal alveolar con una impresión de la corona primitiva, y una plataforma derivada bucal entre la hilera de dientes y el proceso coronoides."